# Kanton Guillestre
Der Kanton Guillestre ist seit 1802 ein französischer Wahlkreis im Département Hautes-Alpes in der Region Provence-Alpes-Côte d’Azur. Er umfasst 15 Gemeinden im Arrondissement Briançon und hat seinen Hauptort (frz.: bureau centralisateur) in Guillestre.

## Gemeinden
Der Kanton besteht aus 15 Gemeinden mit insgesamt 7955 Einwohnern (Stand: 1. Januar 2022) auf einer Gesamtfläche von 831,55 km²:
| Gemeinde                  | Einwohner 1. Januar 2022 | Fläche km² | Dichte Einw./km² | Code INSEE | Postleitzahl |
| ------------------------- | ------------------------ | ---------- | ---------------- | ---------- | ------------ |
| Abriès-Ristolas           | 379                      | 159,31     | 2                | 05001      | 05460        |
| Aiguilles                 | 374                      | 40,16      | 9                | 05003      | 05470        |
| Arvieux                   | 343                      | 72,62      | 5                | 05007      | 05350        |
| Ceillac                   | 271                      | 96,05      | 3                | 05026      | 05600        |
| Château-Ville-Vieille     | 300                      | 66,90      | 4                | 05038      | 05470        |
| Eygliers                  | 845                      | 30,04      | 28               | 05052      | 05600        |
| Guillestre                | 2.286                    | 51,29      | 45               | 05065      | 05600        |
| Molines-en-Queyras        | 307                      | 53,62      | 6                | 05077      | 05350        |
| Mont-Dauphin              | 169                      | 0,58       | 291              | 05082      | 05600        |
| Réotier                   | 213                      | 22,33      | 10               | 05116      | 05600        |
| Risoul                    | 663                      | 30,34      | 22               | 05119      | 05600        |
| Saint-Clément-sur-Durance | 332                      | 25,06      | 13               | 05134      | 05600        |
| Saint-Crépin              | 716                      | 46,30      | 15               | 05136      | 05600        |
| Saint-Véran               | 165                      | 44,75      | 4                | 05157      | 05350        |
| Vars                      | 592                      | 92,20      | 6                | 05177      | 05560        |
| Kanton Guillestre         | 7.955                    | 831,55     | 10               | 0510       | –            |

Mit der landesweiten Neuordnung der französischen Kantone wurden die Gemeinden des aufgelösten Kantons Aiguilles dem Kanton Guillestre zugeteilt. Dieser bestand vorher aus den neun Gemeinden Ceillac, Eygliers, Guillestre, Mont-Dauphin, Risoul, Réotier, Saint-Clément-sur-Durance, Saint-Crépin und Vars. Sein Zuschnitt entsprach einer Fläche von 394,19 km2. Er besaß vor 2015 den INSEE-Code 0511.

## Veränderungen im Gemeindebestand seit der landesweiten Neuordnung der Kantone
2019:
- Fusion Abriès und Ristolas → Abriès-Ristolas

## Politik
| Vertreter im Departementrat | Vertreter im Departementrat  | Vertreter im Departementrat |
| Amtszeit                    | Namen                        | Partei                      |
| --------------------------- | ---------------------------- | --------------------------- |
| 2001–2015                   | Marcel Cannat                | DVD                         |
| 2015–                       | Marcel Cannat Valérie Garcin | DVD                         |